# Rezerwat przyrody Lasek
Rezerwat przyrody Lasek – zlikwidowany krajobrazowy i leśny rezerwat przyrody w gminie Krościenko nad Dunajcem, w powiecie nowotarskim, w województwie małopolskim.
Został powołany Zarządzeniem Ministra Leśnictwa i Przemysłu Drzewnego z 5 stycznia 1970 roku (M.P. z 1970 r. nr 2, poz. 19). Według aktu powołującego, rezerwat utworzono w celu ochrony krajobrazu. Zajmował powierzchnię 44,32 ha i od samego początku był pod zarządem Pienińskiego Parku Narodowego. 14 maja 1996 roku nastąpiło powiększenie Pienińskiego Parku Narodowego i obszar rezerwatu znalazł się w obrębie Parku.